# Melissa Hope Ditmore
Melissa Hope Ditmore, född 1969, är en amerikansk konsult, specialiserad i ämnen som genus, utveckling, hälsa och mänskliga rättigheter. Hon har författat eller fungerat som redaktör för flera böcker om prostitution och sexarbete. Ditmore har en filosofie doktorsexamen från City University of New York (CUNY).

## Biografi
Ditmore har en bakgrund från Staten Island i New York. Hon studerade under 1990-talet på Cornell University och The Graduate Center vid City University of New York, och 2002 avslutade hon fem års studier i sociologi vid den senare institutionen. Sommaren 1998 studerade hon vid Universiteit van Amsterdam.

### Författarskap
Ditmore har under sin karriär författat eller fungerat som redaktör för flera större verk med syfte att förklara fenomen som sexarbete, prostitution och människohandel.
Encyclopedia of Prostitution and Sex Work (Greenwood Press, 2006) samlade bidrag från ett 170-tal skribenter från olika länder och av olika slag, inklusive sexarbetare, akademiker och forskare i olika relaterade discipliner. Bland skribenterna fanns namn som Laurie Shrage, Jeffrey Escoffier och Mireille Miller-Young. Ditmore fungerade som redaktör, vid sidan av ett redaktionsråd med namn som Laura María Agustín, Elizabeth Bernstein och Kamala Kempadoo. Det internationellt utblickande verket utgavs i två delar men kom även i en samlad utgåva.
2010 kom Sex Work Matters: Exploring Money, Power, and Intimacy in the Sex Industry, där ett antal olika sexarbetare, akademiker och aktivister bidrog med olika essäer omkring ekonomin och de sociologiska förhållandena kring sexarbete. För volymen stod Ditmore som redaktör, i samarbete med Antonia Levy och Alys Willman.
Året efter återkom Ditmore med Prostitution and Sex Work, en textsamling som sa sig vara den första boken sedan 1921 att ge en historisk översikt över det kontroversiella och enligt författaren ofta missförstådda ämnet. I boken – som till skillnad från "encyklopedin" koncentrerar sig på förhållanden i USA – jämför Ditmore debatten kring den vita slavhandeln åren runt det förra sekelskiftet med den moderna problematiken kring "sex-trafficking". Boken talar också om de förändringar som på senare år skett inom sexbranschen, bland annat baserat på en ökad globalisering och konsekvenserna av migreringen av allt fler tjänster till Internet. De nio i stort sett kronologiska kapitlen utgår i tur och ordning från teman som platser (där sexarbete utförs), arbetskraft, lagar, moral och pengar före förbudslagarna, prostitutionsstråk, laglöst land, lagar till "skydd" för kvinnor samt 2000-talets människohandels- respektive sexarbetaraktivism.
Unbroken Chains (2023), med undertiteln "the hidden role of human trafficking in the American economy", var ett resultat av 20 års studier kring människohandel i USA. I sin bok tar hon upp hur människohandel ligger bakom en stor roll av USA.s ekonomi och hur den genomsyrar eller påverkar många olika branscher. Hon menar att amerikanska beslutsfattare säger sig kämpa emot människohandel genom att koncentrera sig på sexbranschen, medan samma politiker drar sig för att instifta bättre generella arbetsvillkor av rädsla för att hindra den fria företagsamheten i övrigt.

### Andra aktiviteter
Ditmore har fungerat som konsult i relaterade frågor för Förenta nationerna, USAID och Hilton Foundation. Hennes skrivande har synts tidningar och massmedier som The Huffington Post, The Guardian och The Daily Beast. 2007 bidrog hon med ett kapitel om organiserandet av sexarbetare i Calcutta, för boken The Affective Turn.
Vid sidan av sitt arbete som konsult och författare har Ditmore arbetat på volontärbasis för olika organisationer med anknytning till sexbranschen. Det inkluderar verksamhet som kassör för både Red Umbrella Project och Hook Online samt sambandsperson för den lokala intresseorganisationen Prostitutes of New York.